# Bộ đẩy nhựa Bowden
Bộ đùn Bowden là một cơ cấu cấp sợi được sử dụng trong nhiều máy in 3D FDM đẩy sợi qua một ống PTFE (teflon) vào đầu phun.

## Ưu điểm
Bộ đùn kiểu Bowden dễ đổi hơn vì chúng nằm ngoài đầu in. Họ cũng có ít bị rối sợi trong khi nó nằm trong ống. Ngoài ra, chúng làm giảm khối lượng của bộ phận đùn vì nó không phải giữ động cơ bước. Điều này cho phép thay đổi nhanh hơn trong hướng di chuyển đầu in, tăng tốc độ in, tăng độ chính xác và giảm các trường hợp tạo tác hoặc làm mờ dọc theo trục x và y.

## Nhược điểm
Máy đùn Bowden cần phải đẩy sợi in thay vì kéo nó, vì vậy có ma sát và nhiều lực bị mất do nó. Trong khi in với sợi dẻo, chúng thường không hoạt động tốt vì dây tóc uốn cong bên trong ống và làm tắc nghẽn máy.